# Nymphon heterodentum
Nymphon heterodentum är en havsspindelart som beskrevs av Turpaeva, E.P. 1991. Nymphon heterodentum ingår i släktet Nymphon och familjen Nymphonidae. Inga underarter finns listade i Catalogue of Life.